# Primer 39
Primer 39 (izviren angleški naslov: Case 39) je ameriška nadnaravna psihološka grozljivka iz leta 2009, delo režiserja Christiana Alvarta. V njej igrajo Renée Zellweger, Jodelle Ferland, Bradley Cooper in Ian McShane. 
Film je bil posnet konec leta 2006 v Vancouvru, prvič pa je bil predvajan v Združenem kraljestvu, v evropskih in latinskoameriških državah 13. avgusta 2009. Film je bil za izid v ZDA pripravljen avgusta 2008, vendar je bil dvakrat zavrnjen pred končnim izidom 1. oktobra 2010.

## Vsebina
Emily Jenkins (Renée Zellweger) je socialna delavka, ki živi v Oregonu. Dobi nalogo raziskati razmere v družini desetletne Lillith Sullivan (Jodelle Ferland), ker so njene ocene drastično padle. Emily sumi, da njeni starši zanjo slabo skrbijo. Sumi se potrdijo, ko odkrije, da jo skušata starša ubiti v pečici, vendar jo Emily uspe rešiti s pomočjo detektiva Mika Barrona (Ian McShane). Lillith tako pristane v mladinskem domu, vendar prosi Emily, če lahko ostane pri njej. Emily ji ugodi in uredi skrbništvo zanjo dokler ne najdejo ustreznih skrbnikov za Lillith. Lillithina starša, Edward in Margaret (Callum Keith Rennie in Kerry O'Malley) sta medtem premeščena v psihiatrično bolnišnico.
Nedolgo po tem, ko se Lillith preseli k Emily, se začnejo dogajati čudne stvari. Dva tedna kasneje eden izmed bivših Emilyinih primerov, fant z imenom Diego (Alexander Conti), ubije svoje starše in Barron pove Emily, da je nekdo sredi noči pred umori klical Diega po telefonu. Ker sumi, da je Lillith nekako povezana z incidentom, jo Emily pošlje k svojemu prijatelju, terapevtu Douglasu J. Amesu (Bradley Cooper). Med seanso Lillith začne spraševati Douglasa o njegovih strahovih. Tisto noč Douglas prejme čuden telefonski klic in napade ga veliko število sršenov, zaradi česar se ubije v kopalnici.
Emily se začne odkrito bati Lillith, zato obišče njene starše v psihiatrični bolnišnici. Tam izve, da je Lillith v bistvu demon v človeški obliki, ki se hrani s strahovi ljudi in da sta jo prav zato skušala ubiti tisto noč. Lillithin oče pove Emily, da je edina možnost, da jo ubije med spanjem. Kmalu po tem, ko Emily odide, ima Lillithina mama privide, da gori, njenega očeta pa nekdo zabode v oko. Barron meni, da mora Emily poiskati psihiatrično pomoč, vendar si kmalu premisli, ko prejme čuden telefonski klic od Lillith. Oboroži se in odide k Emily, vendar mu Lillith povzroči privide, da so ga napadli psi, zato se ustreli.
Emily ugotovi, da so vsi njeni bližnji prijatelji mrtvi, zato Lillith da v čaj uspavalo. Lillith zaspi, Emily pa zažge hišo v upanju, da se bo tako znebila Lillith. Toda dekle se vseeno nekako reši. Policist ponudi prenočišče Emily in Lillith, vendar Emily nenadoma zavije stran od policijskih vozil, v upanju, da bo v Lillith vzbudila strah. Namesto tega ji Lillith obudi spomine na mamo, ki je prav tako prehitro vozila med nevihto. Emily si začne dopovedovati, da so to le prividi in tako spomin zbledi. Lillith postane strah, ko spozna, da se Emily lahko upira njenim močem.
Emily zapelje v vodo in zaklene Lillith, ki se je spremenila v svojo demonsko obliko, v avto. Demon zagrabi Emily za nogo, vendar se slednja uspe rešiti in avto se skupaj z demonom potopi na dno. Emily zaplava na površje in sede na pomol.

## Igralci
- Renée Zellweger kot Emily Jenkins
- Jodelle Ferland kot Lillith »Lily« Sullivan
- Ian McShane kot detektiv Mike Barron
- Bradley Cooper kot Douglas J. Ames
- Callum Keith Rennie kot Edward Sullivan
- Kerry O'Malley kot Margaret Sullivan
- Adrian Lester kot Wayne
- Georgia Craig kot Denise
- Cynthia Stevenson kot Nancy
- Alexander Conti kot Diego